# 白刺細螯寄居蟹
白刺細螯寄居蟹（学名：Clibanarius snelliusi）为活額寄居蟹科細螯寄居蟹屬下的一个种。